# Меридијан (Тексас)
Меридијан (енгл. Meridian) град је у америчкој савезној држави Тексас. Налази се у округу Боски, чије је седиште. По попису становништва из 2010. у њему је живело 1.493 становника.

## Демографија
Према попису становништва из 2010. у граду је живело 1.493 становника, што је 2 (0,1%) становника више него 2000. године.
| Група             | 2000.         | 2010.       |
| Белци             | 1.042 (69,9%) | 937 (62,8%) |
| Афроамериканци    | 80 (5,4%)     | 69 (4,6%)   |
| Азијати           | 1 (0,1%)      | 4 (0,3%)    |
| Хиспаноамериканци | 343 (23,0%)   | 465 (31,1%) |
| Укупно            | 1.491         | 1.493       |